# Wspólnota Mieszkańców Nowej Francji
Wspólnota Mieszkańców Nowej Francji (fr. Communauté des habitans de la Nouvelle-France) – kompania handlowa założona w 1645 roku. Jej udziałowcami byli kupcy mieszkający w Nowej Francji. W roku założenia przejęła monopol handlowy w tej kolonii z rąk Kompanii Stu Wspólników.